# Иванов, Павел Александрович (жандарм)
Павел Александрович Иванов (1872 — 1960) — российский военный разведчик, подполковник ОКЖ.

## Биография
Родился в семье дворянина, служившего чиновником. В 1891 окончил Владимирский Киевский кадетский корпус. На военной службе с 1 сентября 1891 юнкером в 3-м военном Александровском училище, которое окончил в 1893 по 1-му разряду. Выпущен в 47-й пехотный Украинский полк, затем переведён в 166-й пехотный Ровненский полк, в котором служил до 13 января 1902. Переведён в Отдельный корпус жандармов, адъютант Киевского губернского жандармского управления с 21 января 1902 до 25 февраля 1903. Мобилизован и отправлен на Дальний Восток для участие в войне с Японской империей. Состоял помощником начальника Сосновицкого отделения Варшавского жандармско-полицейского управления железных дорог с 25 февраля до 20 августа. Затем до 13 сентября 1905 был помощником начальника Полтавского губернского жандармского управления по Лубенскому, Переяславскому и Прилукскому уездам. Пережил несколько покушений от самостийников. Прикомандирован к Киевского губернскому жандармскому управлению с 13 сентября 1905 до 14 марта 1906, затем в резерве того же управления и Отдельного корпуса жандармов до 30 июля 1910.
Являлся помощником начальника Киевского губернского жандармского управления по Киеву с 30 июля 1910 до 1914. Получил от начальника, полковника А. Ф. Шределя, поручение провести негласный розыск настоящих убийц в деле Бейлиса. При этом изначально первый имел указания к тому от П. А. Столыпина и Г. Г. Чаплинского. Среди прочего, в его присутствии были подтверждены показания свидетелей, опрошенных сотрудником сыскной полиции Н. А. Красовским. На основании добытых сведений А. Ф. Шредель докладывал начальнику Департамента полиции С. П. Белецкому, что у него есть «твёрдое основание предполагать, что убийство мальчика Ющинского произошло при участии названной выше Чеберяковой и лишённых прав уголовных арестантов Николая Мандзелевского и Ивана Латышева».
Женился первым браком в день объявления мобилизации, 2 августа 1914. Участвовал в Первой мировой войне в качестве штаб-офицера, помощника начальника разведывательного отделения штаба главнокомандующего армиями Юго-Западного фронта (продолжая числиться в Отдельном корпусе жандармов) с 4 августа 1914. В переписке штаба Верховного главнокомандующего (Ставки) за 1915 по делам о шпионаже (в частности, в деле штабс-ротмистра П. В. Бенсона) есть упоминания о его жене, Софии Михайловне Ивановой, арестованной и осуждённой в 1914 в Германской империи за шпионаж в пользу Российской империи. Женился вторым браком на Антонине Львовне Ивановой.
После штурма Киева арестовывался красными, но вскоре был отпущен, потом снова арестован уже петлюровцами и около года находился в тюрьме в Киеве. Потом выехал в Одессу, эвакуирован на остров Халки, потом отплыл в Турцию. Вернулся в Новороссийск и до Новороссийской эвакуации состоял штаб-офицером для поручений во ВСЮР, переболел сыпным тифом, после чего в эмиграции в Королевстве Югославии. В Белграде в течение 16 лет работал чиновником в железнодорожном ведомстве. При этом родители, две сестры и брат остались в Советском Союзе. К 1945 оказался в лагерях беженцев на территории Австрии, с 1 сентября 1950 в доме престарелых в Юи на территории Королевства Бельгии, где являлся ктитором и псаломщиком приютской часовни, оставил мемуары.

## Звания
- юнкер (1 сентября 1891);
- подпоручик (ВП 7 августа 1893, старшинство 4 августа 1892);
- поручик (старшинство 4 августа 1896);
- штабс-капитан (старшинство 4 августа 1900);
- штабс-ротмистр (ВП 13 января 1902, старшинство 4 августа 1900);
- ротмистр (ВП 6 декабря 1902, старшинство 6 декабря 1902, на вакансию);
- подполковник (ВП 6 декабря 1909, старшинство 6 декабря 1909, за отличие по службе).

## Награды
- орден Св. Станислава 3-й ст. (1907);
- орден Св. Анны 3-й ст. (ВП 6 декабря 1912);
- орден Св. Станислава 2-й ст. (Приказ главнокомандующего армиями Юго-Западного фронта от 1 декабря 1914, утверждён ВП 12 мая 1915, за отлично-усердную службу и труды, понесённые во время военных действий.);
- орден Св. Анны 2-й ст. (Приказ главнокомандующего армиями Юго-Западного фронта от 1 декабря 1914, утверждён ВП 12 мая 1915, за отлично-усердную службу и труды, понесённые во время военных действий.);
- орден Св. Владимира 4-й ст. (ВП 23 мая 1915, за отлично-усердную службу и труды, понесённые во время военных действий.);
- медали.